# Teorema de Krein-Milman

Puntos extremos (rojo) de un conjunto convexo (azul)

En la teoría matemática del análisis funcional, el teorema de Krein-Milman es una proposición sobre conjuntos convexos compactos en espacios vectoriales topológicos localmente convexos.

## Teorema de Krein-Milman
Un subconjunto convexo compacto de un espacio vectorial topológico localmente convexo de Hausdorff es igual a la envolvente convexa cerrada de sus puntos extremos.
Este teorema generaliza a espacios de dimensión infinita y a conjuntos convexos compactos arbitrarios la siguiente observación básica: un triángulo convexo (es decir, "lleno"), incluido su perímetro y el área "dentro de él", es igual a la envolvente convexa de sus tres vértices, donde estos vértices son exactamente los puntos extremos de esta forma. Esta observación también es válida para cualquier otro polígono convexo en el plano.